# Dubočani (Ključ)
Dubočani bosnyák falu Bosznia-Hercegovinában, a Bosznia-hercegovinai Föderáció Una-Szanai kantonjában, Ključ községben.

## Fekvése
Bosznia-Hercegovina nyugati részén, Bihácstól légvonalban 81, közúton 100 km-re délkeletre, Ključtól légvonalban 3, közúton 4 km-re délre, a Szana bal partján fekszik. 

## Népessége
| Nemzetiségi csoport | Népesség 1991 | Népesség 2013 |
| ------------------- | ------------- | ------------- |
| Szerb               | 0             | 0             |
| Bosnyák             | 304           | 225           |
| Horvát              | 0             | 0             |
| Jugoszláv           | 1             | 0             |
| Egyéb               | 1             | 1             |
| Összesen            | 306           | 226           |

## Története
Dubočani 1878-ig tartozott az Oszmán Birodalomhoz, majd az Osztrák-Magyar Monarchia része lett. 1879-ben az első osztrák-magyar népszámlálás során a faluban 27 házat és 189 muszlim lakost számláltak. 1910-ben 54 házat és 151 muszlim lakost találtak itt. A monarchia szétesésével 1918-ben előbb a Szerb-Horvát-Szlovén Királyság, majd 1929-től a Jugoszláv Királyság része. 1921-ben a faluban 54 házat és 266 lakost számláltak. 1945-től a település a szocialista Jugoszlávia része volt. A boszniai háború során 1992-ben a szerb csapatok a falut ellenállás nélkül foglalták el, lakosságát elűzték, a falut pedig mecsetével együtt lerombolták.

## Nevezetességei
Az első dubočani mecset az oszmán adminisztráció idején épült. Ezt az első mecsetet még fából építették. Az első kőmecset az osztrák-magyar időszakban épült, ezt azonban 1942-ben felgyújtották. A háború után ezt a mecsetet egy fémlemezzel burkolt fa minarettel építették újjá. Az épületet többször felújították, amikor csempével is befedték. Az 1992-es Bosznia-Hercegovinai Köztársaság elleni szerb agresszió során az agresszorok az imám házával együtt lerombolták. Az újjáépített mecsetet 2015. július 25-én nyitották meg.